# Касим I
Касим I (д/н — бл. 1500) — 2-й астраханський хан у 1476—1480 і 1482—1495 роках.

## Життєпис
Походив з роду Тукатимуридів, гілки династії Чингізидів. Син астраханського хана Махмуда. Вперше у джерелах згадується тверським купцем Афанасієм Нікітіним на початку своєї подорожі 1466/1468 року. На той час Касим був намісником земель між річками Єруслан і Бузан з містами Орду-Муаззам і Ак-Сарай (біля сучасного села Лапас). Ймовірно саме Касим затримав і пограбував Нікітіна, або доповів спочатку батькові, а потім здійснив напад на купців за наказом хана Махмуда.
Між 1471 і 1476 роками після смерті батька успадкував владу. Згідно венеційського дипломата Амброджо Контаріні Касим I спочатку правив з двома своїми братами. Припускають, що це були Джанібек і Абдул-Керім. Також астраханський хан надав притулок Мухаммеду Шейбані та Махмуд-султану, онуку Абулхайр-хана, володаря Держави кочових Узбеків, що втекли до Хаджи-Тархану після поразки від казахів. Через це близько 1472 року вступив у конфлікт з Ахматом, ханом Великої Орди. Після цього вигнав братів з держави.
1480 року був повалений військами Ахмат-хана, що поставив на трон свого сина Муртазу. Того ж року як почесний бранець супроводжував останнього в поході на Велике князівство Московське. 1482 року Касим I зумів повернути собі трон, скориставшись смертю Ахмат-хана під час боротьби за трон з його синами.
Про подальшу діяльність відомостей небагато. Вважається, що Касим зосередився на розвитку міст та свого ханства. Повалений 1495 року власним братом Абдул-Керімом. Помер близько 1500 року.